# スパゲッティ・アッラ・キタッラ

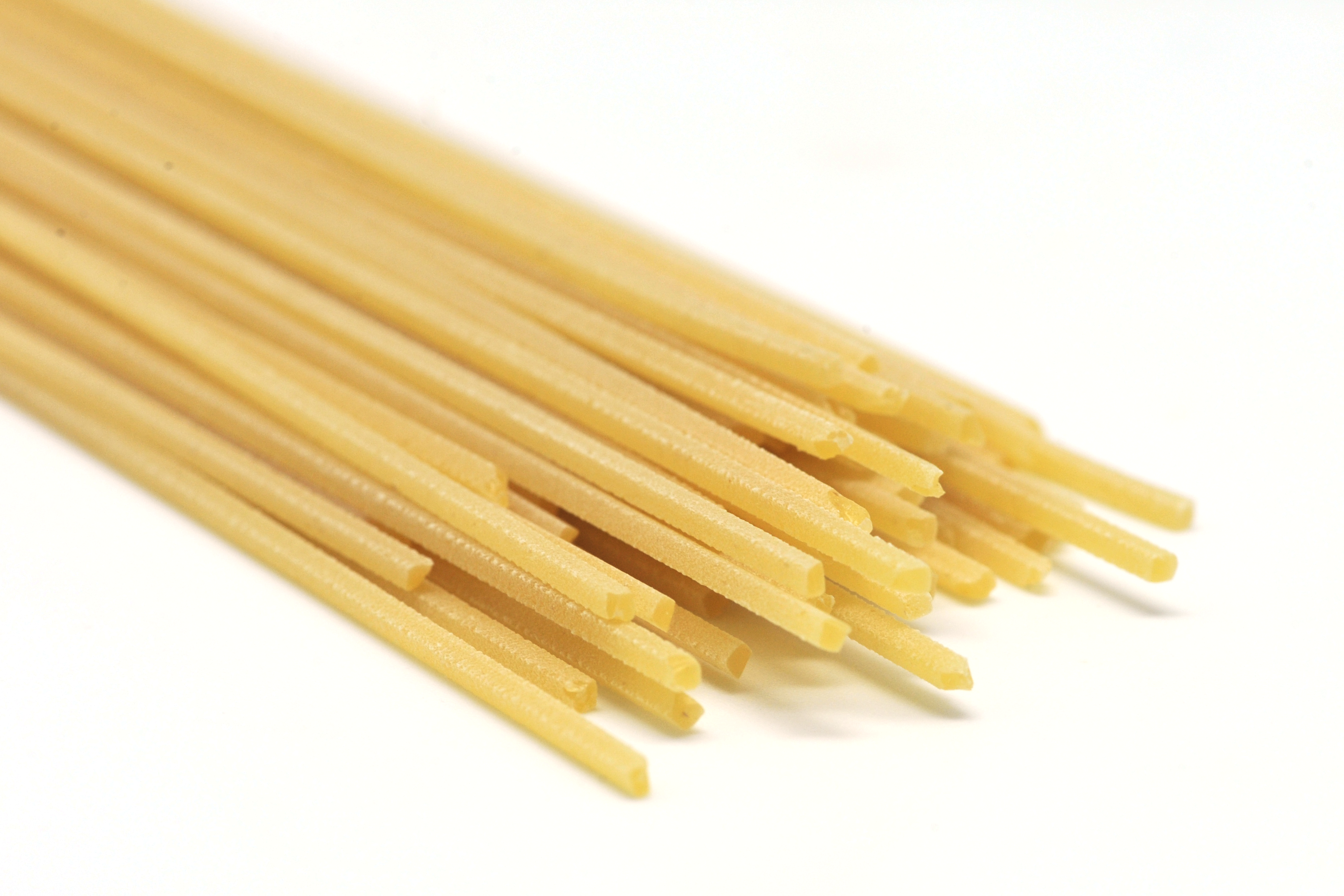
スパゲッティ・アッラ・キタッラの乾麺

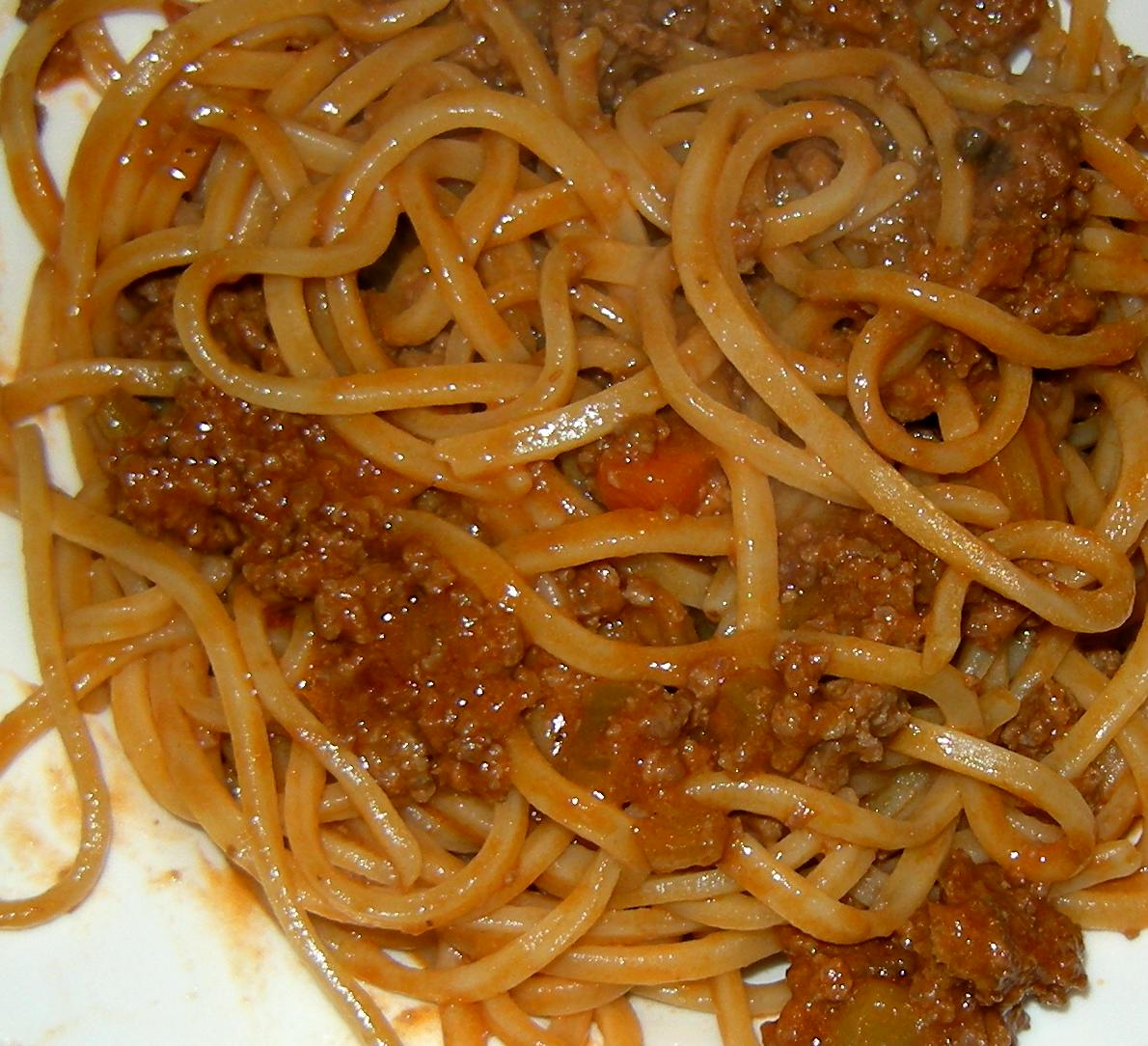
ラグーソースと合わせた料理

スパゲッティ・アッラ・キタッラ（イタリア語: spaghetti alla chitarra）、マッケローニ・アッラ・キタッラ（maccheroni alla chitarra）、あるいは単にキタッラ（chitarra）は、イタリア・アブルッツォ州のキエーティ発祥のロングパスタ（パスタ・ルンガ）である。デュラム小麦に卵を練り込んだ生地から作られる。キターラ表記もある。
トンナレッリ（tonnarelli）とも呼ばれる。

## 概要
スパゲッティ・アッラ・キタッラは、アブルッツォ州および、ラツィオ州やモリーゼ州北部などアブルッツォ州と接する周辺地域で食されている。乾燥パスタ製品も増えてきているが、従来は家庭で作る生パスタである。
薄く伸ばしたパスタ生地を複数の鉄線がついた器具・キタッラに乗せ、麺棒で押して切って作る。これによって、麺の断面が四角形となるのが特徴である。キタッラで作らない（包丁で切るなど）したものはスパゲッティ・アッラ・キタッラではないとする意見もある。
食感がしっかりしており、日本の蕎麦に例えられることもある。
仔羊肉のラグーソースと合わせた料理が伝統的である。キタッラが作られていたアブルッツォ州都のラクイラは山の中にあり、魚介類の入手が困難であったという地理的、歴史的な事情もある。近年は魚介類の料理を合わせることも増えてきている。
なお、アブルッツォ州で「マッケローニ」とは「パスタ」の総称でもある。

## トンナレッリ
トンナレッリ（イタリア語: tonnarelli）はローマでの名称であり、ペコリーノ・ロマーノと黒コショウで和えたカチョエペペが伝統料理である。アマトリーチェあたりまではトンナレッリと呼んでいるが、スパゲッティ・アッラ・キタッラと同一のパスタである。
本来ならば「トンラレッリ」となるが、ローマ訛りのため「トンナレッリ」となる。「トンラレッリ」の意味は「丸い」という意味であるが、四角いスパゲッティ・アッラ・キタッラの名称になった由来は不明。